# ميغيل مارتينيز
ميغيل مارتينيز (بالإسبانية: Miguel Ángel Martínez) (19 يناير 1984 بوينس آيرس الأرجنتين - ) هو لاعب كرة قدم أرجنتيني يلعب كمدافع.

## روابط خارجية
- ميغيل مارتينيز على موقع الاتحاد الدولي (مؤرشف)  (الإنجليزية)
- ميغيل مارتينيز على موقع قاعدة بيانات كرة القدم.إي يو (الإنجليزية)
- ميغيل مارتينيز على موقع Soccerway.com (الإنجليزية)
- ميغيل مارتينيز على موقع AS.com (الإسبانية)